# FAUR L45H
Die Fahrzeuge des Typs L45H des rumänischen Fahrzeug- und Maschinenherstellers FAUR sind schmalspurige Diesellokomotiven. Sie wurden zwischen 1967 und 1985 in zwei Bauarten an die Staatsbahnen in Rumänien (CFR), Polen (PKP) und Ungarn (MAV) sowie an Industriebetriebe und Waldbahnen geliefert.
Insgesamt wurden 334 Lokomotiven dieses Typs gebaut.

## Die L45H in den einzelnen Ländern
Polen: Die polnische Staatsbahn PKP beschaffte 165 Maschinen mit Spurweiten von 750, 785 und 1000 mm.
Rumänien: In Rumänien wurden 112 Lokomotiven u. a. durch die Căile Ferate Industri und die Căile Ferate Forestiere eingesetzt. Viele dieser Lokomotiven wurden gebraucht ins Ausland verkauft.
Ungarn: 1972 wurden zehn Lokomotiven an die MÁV geliefert. Die Mk45 2001 bis 2006 kamen bei der Kindereisenbahn Budapest zum Einsatz, die 2007 bis 2010 bei der Hegyközer Schmalspurbahn, nach deren Einstellung bis zur Überstellung nach Budapest 1994 bei der Nyírvidéker Schmalspurbahn (Nyíregyháza–Dombrád bzw. Nyíregyháza–Balsa). Sämtliche Lokomotiven wurden für eine Spurweite von 760 mm ausgelegt. Bei der Kindereisenbahn erbringen diese Lokomotiven den täglichen Betrieb.

### Späterer Verbleib
Deutschland: Erst nach der deutschen Wiedervereinigung kamen Lokomotiven mit 750 mm Spurweite zum Einsatz. Drei der Schmalspurfahrzeuge gehören der Sächsischen Dampfeisenbahngesellschaft. Diese setzt die Lokomotiven im Dienst- und Verstärkerverkehr ein. Zwei weitere Lokomotiven wurden als Ersatzteilspender angekauft. Außerdem besitzt die Sächsisch-Oberlausitzer Eisenbahngesellschaft seit Ende 2009 eine Maschine dieses Typs. Die ehemalige 87-0029 wurde ab September 2011 in Zittau modernisiert und dann remotorisiert als 199 018 eingesetzt. Sie wurde mit Videokameras in den Frontlampen ausgerüstet, wodurch der Einmannbetrieb möglich ist. Zwei weitere Lokomotiven (87-0024 und 0026) dienen als Ersatzteilspender.
Frankreich: Die Chemins de fer de la Corse kaufte Mitte 2004 insgesamt neun Loks über ihr Konsortium MetricRail und ließ sie auf 1000 mm (Meterspur) umspuren. Nach anfänglichen Schwierigkeiten durch die großen Steigungen und Temperaturunterschiede auf Korsika erhielten die Maschinen neue Dieselmotoren. Sie werden heute im Bauzugdienst eingesetzt.
Österreich: Die Österreichische Gesellschaft für Lokalbahnen (ÖGLB) hat 2002 die L45H-089 der Werkbahn des rumänischen Kupferbergwerkes Suior für ihren Museumsbetrieb auf der Bergstrecke der Ybbstalbahn erworben und in 2099.01 umgezeichnet. Die Maschine wurde aufgearbeitet, um Bauzüge und Museumszüge zu ziehen.
Die Marktgemeinde Stainz hat 2010 die L45H-070 von der rumänischen Schmalspurbahn S.C. Calea Ferata Ingusta S.R.L. in Criscior bei Brad gekauft und setzt sie seit ihrer Zulassung im Mai 2012 für den Museumsverkehr auf der Stainzerbahn ein.
Schweiz: Das Fahrleitungsbauunternehmen Furrer+Frey kaufte 2014 eine Lokomotive (CFR 87-0023-9) aus Rumänien, die nach Umspurung auf 1000 mm und diversen Umbauten unter der Nummer Gmf 4/4 90 vor Bauzügen des Unternehmens zum Einsatz kommt.
Serbien: Die Serbischen Staatsbahnen kauften vier Lokomotiven für den Betrieb der Touristik- und Museumsbahn Šarganska osmica in Westserbien. Sie erhielten unter Beibehaltung der Ordnungsnummern die Baureihenbezeichnung 745.
Russland: Die Lokomotive L45H-№24070 (Т48-001) befindet sich im Schmalspurbahnmuseum Jekaterinburg.

## Konstruktive Merkmale
Um das Getriebe unterzubringen, war der Motor sehr hoch gelagert, die Vorbauten gingen so bis zur vollen Höhe. Die dadurch eingeschränkte Sicht machte es nötig, die Lokomotive zweimännig zu fahren.

## Bilder

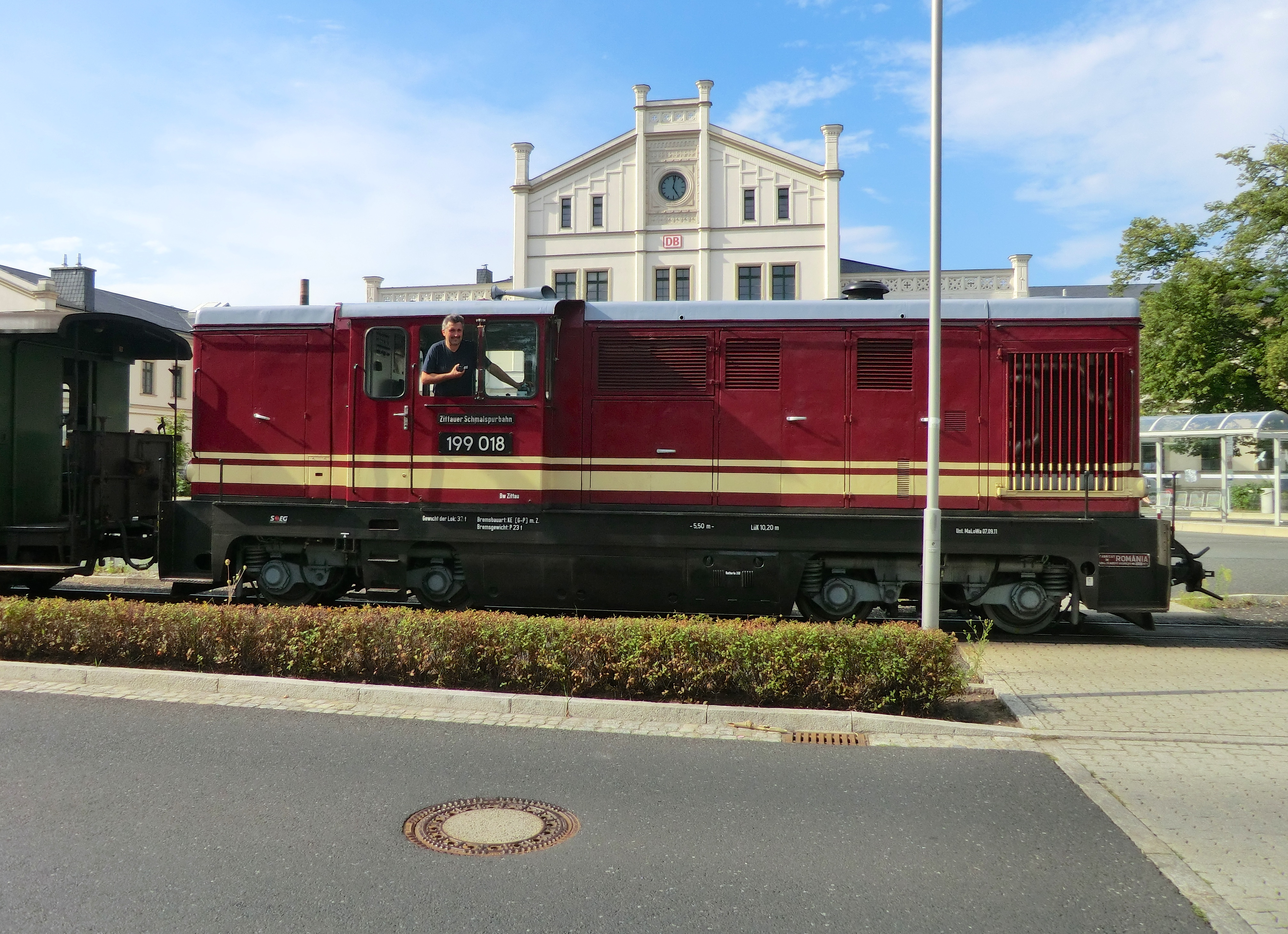
199 018 der SOEG
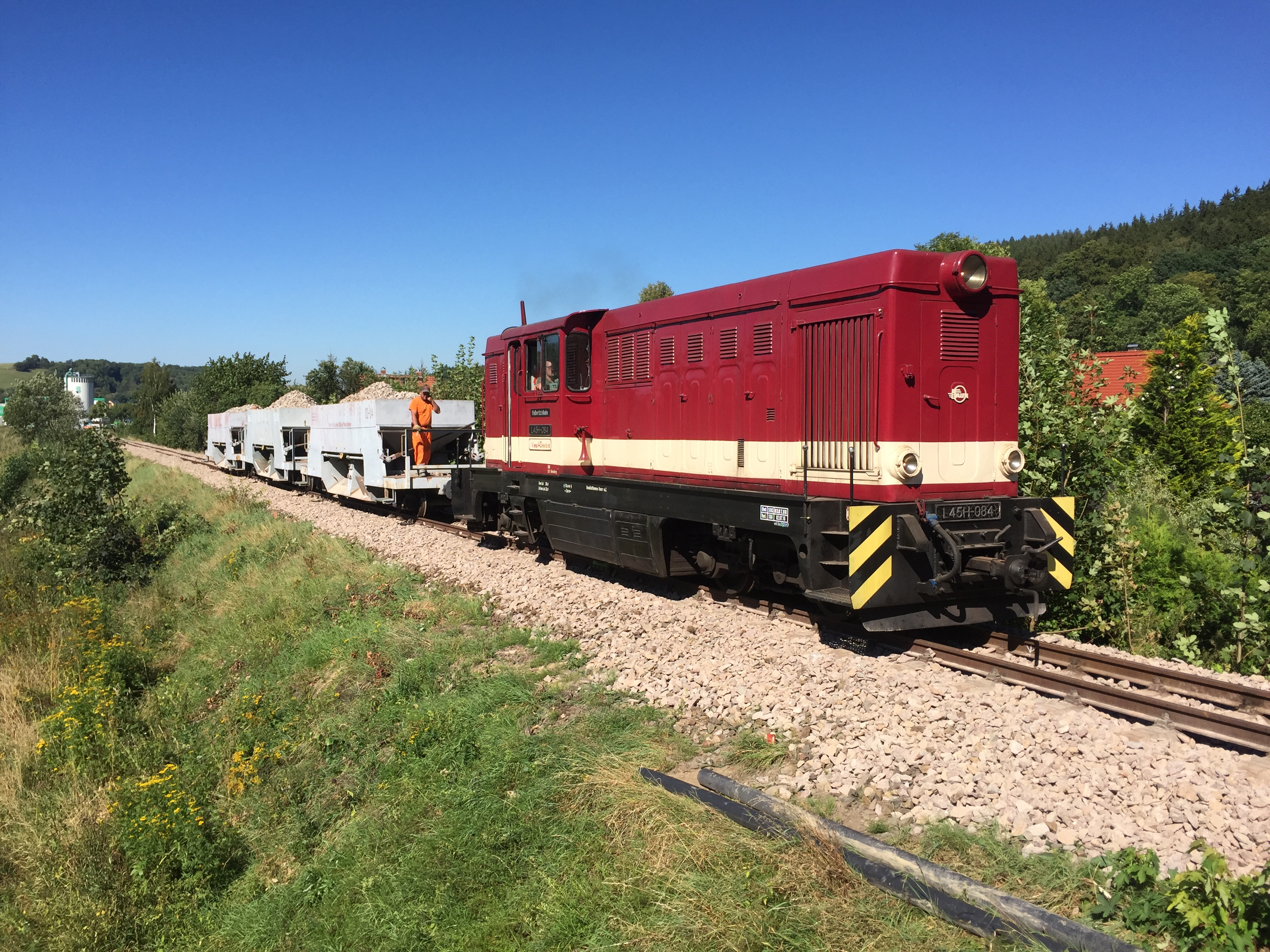
L45H 084 der SDG
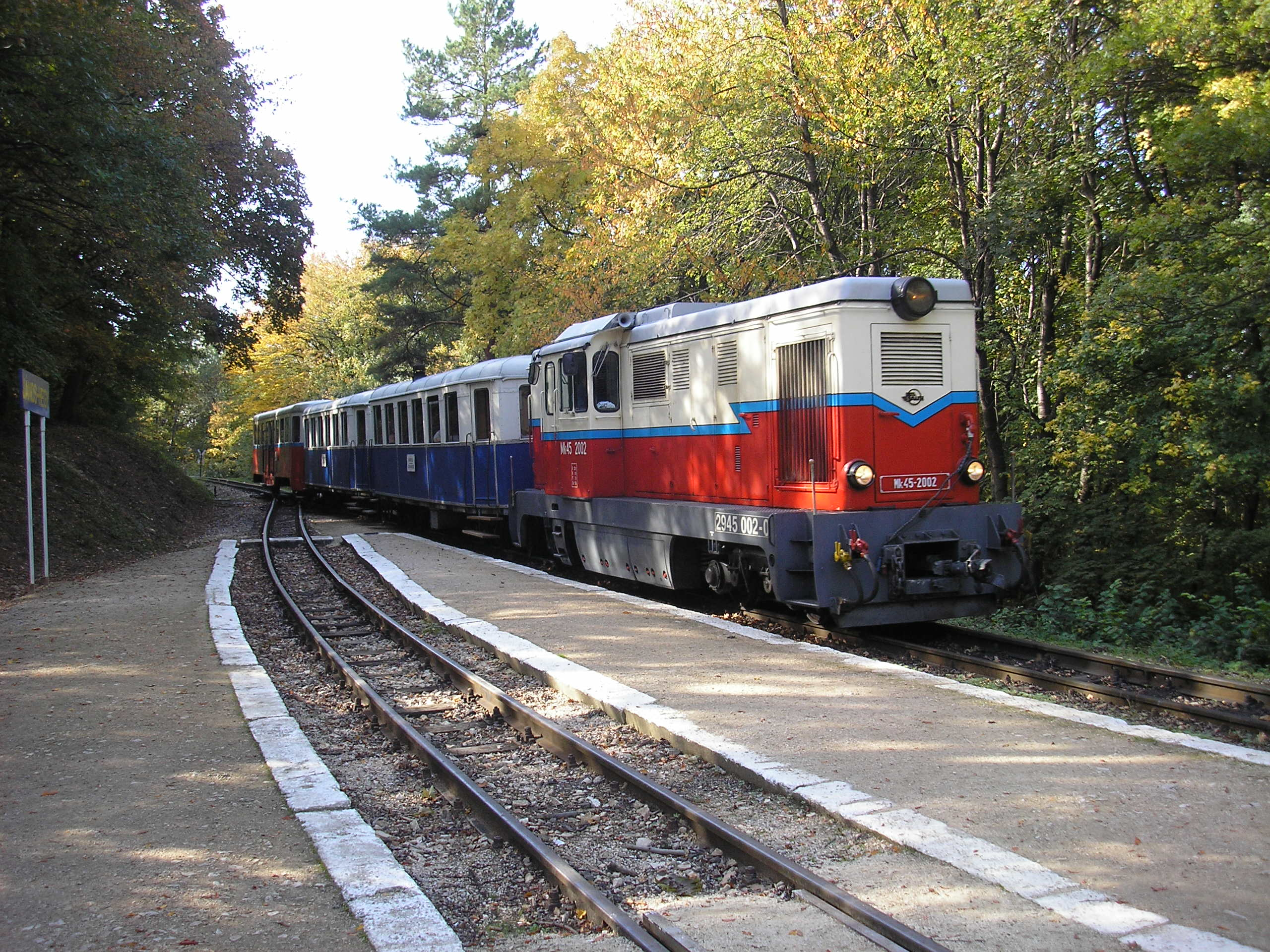
Mk45 2002 der MÁV auf der Budapester Kindereisenbahn
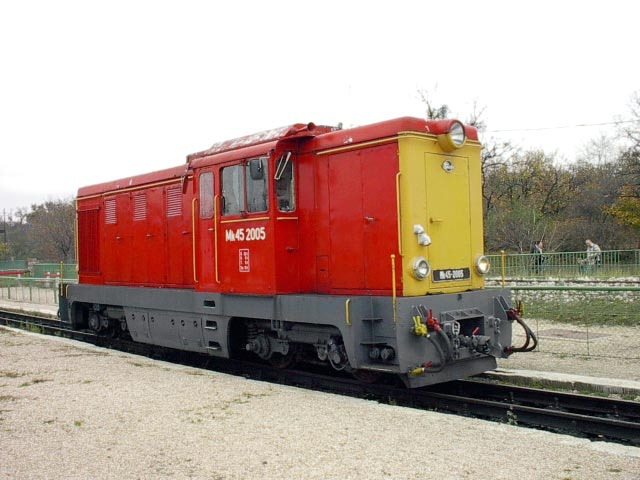
Mk 45 2005
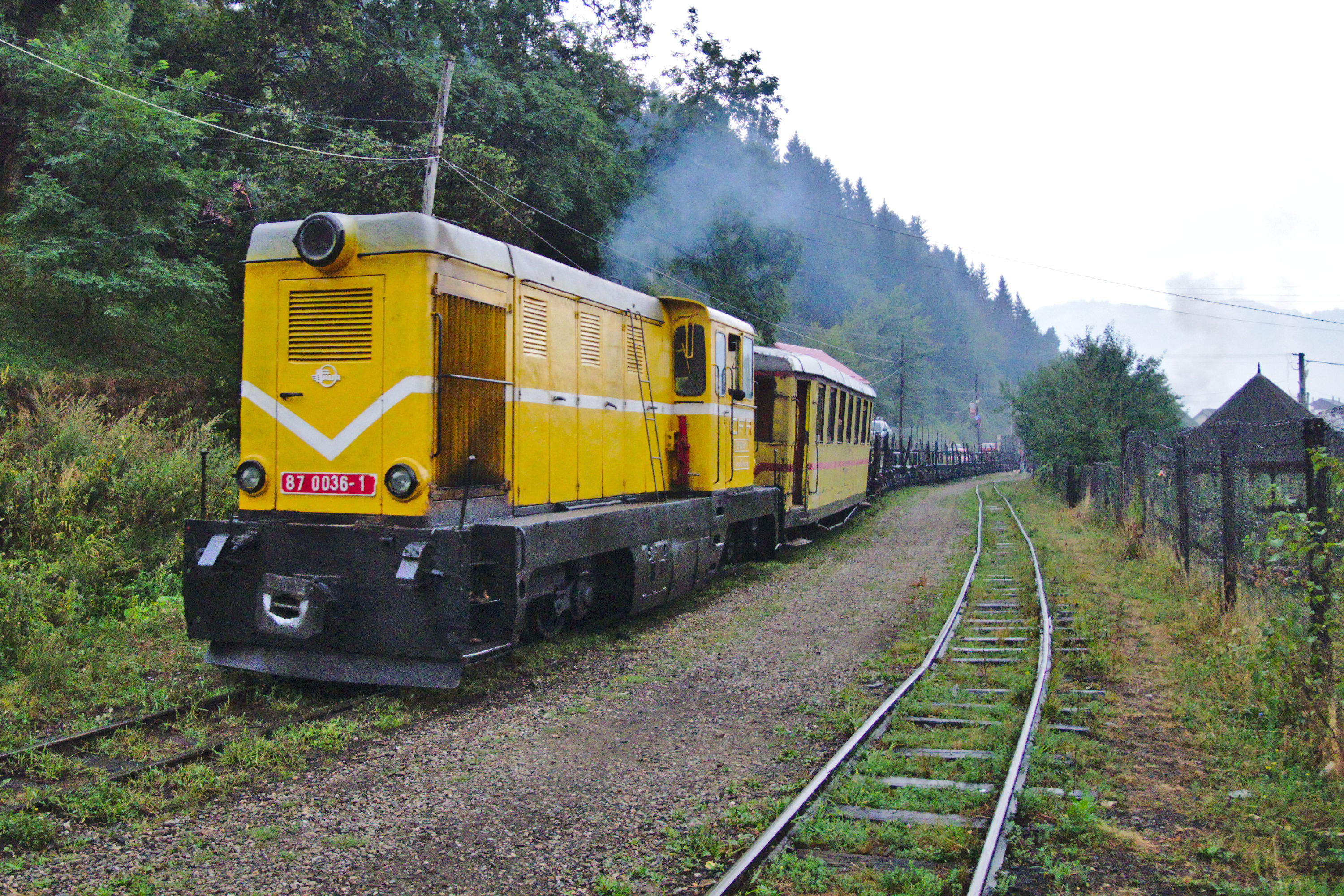
Produktionszug der Wassertalbahn mit der 87 0036
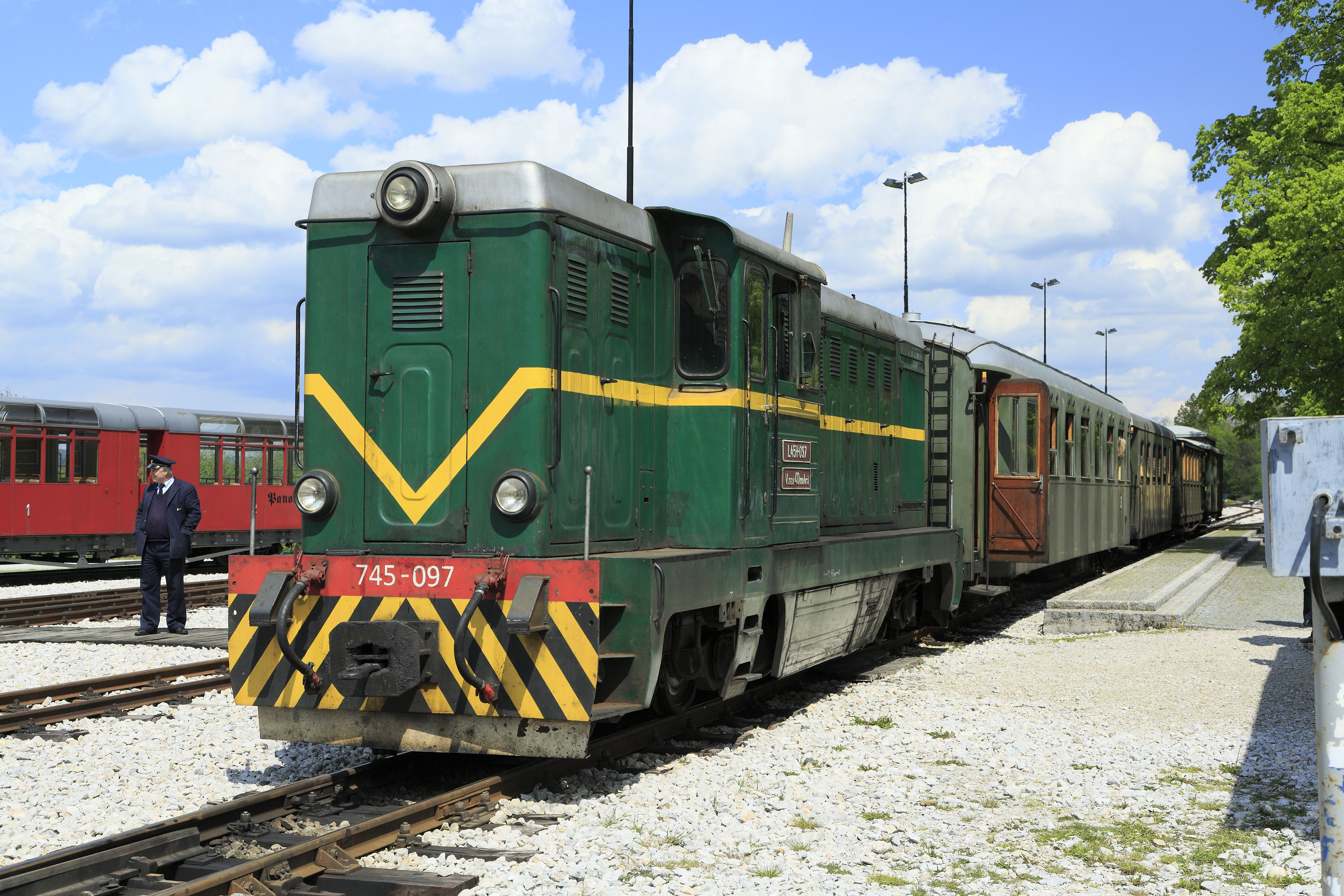
745 097 in Šargan Vitasi, Serbien
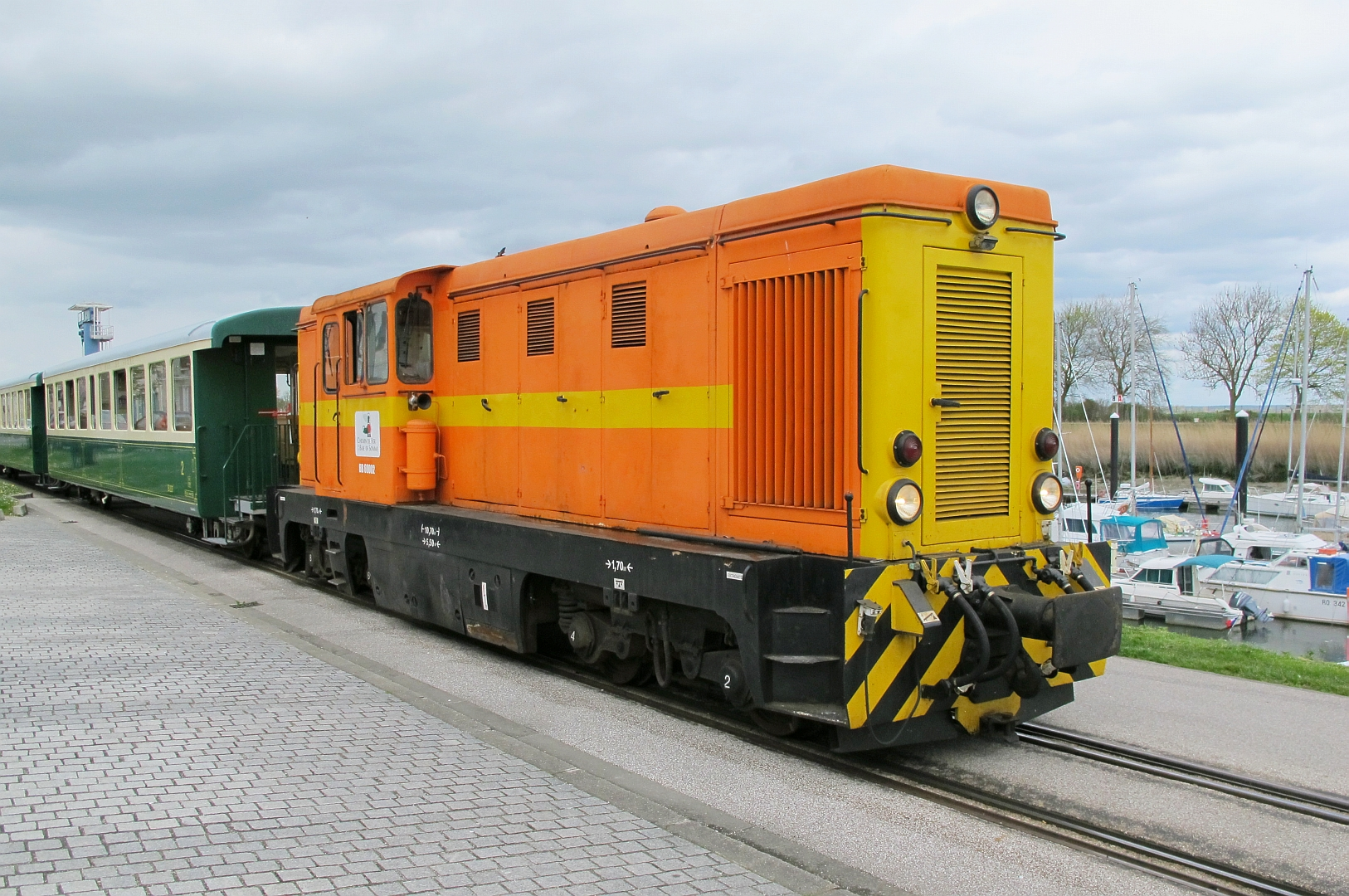
L45H in Frankreich auf der Chemin de Fer de la Baie de Somme